# Vodní nádrž Kateřina
Vodní nádrž Kateřina je vodní nádrž na území obcí Chabařovice a Modlany v okrese Ústí nad Labem. Nádrž je 1,05 km dlouhá, 600 m široké a má rozlohu 41,27 ha a obvod 3 km.

## Vodní režim
Do nádrže Kateřina je svedena výpust z nádrže Modlany, která zachytává vodu z Modlanského a Drahkovského potoka a přeložka Lochočického potoka. Přes nádrž Kateřina jsou kromě Zalužanského potoka rovněž sváděny vody Unčínského a Maršovského potoka. K odvedení vody z této soustavy do řeky Bíliny byla zřízena centrální přeložka potoků, vedoucí přes město Chabařovice povodím potoka Ždírnického přes Předlice do Bíliny.

## Historie
Byla zřízena počátkem 20. století jako součást vodohospodářské ochrany dolu Chabařovice před přítokem povrchových vod od Krušných hor.